# Patulin
Patulin ist ein Mykotoxin, also ein Schimmelpilzgift. Es kann in die Stoffgruppen der Hydroxypyrofurane, der toxischen Lactone oder der γ-Pyrone eingeordnet werden. Patulin wurde erstmals 1943 von Birkinshaw und Mitarbeitern aus Penicillium  griseofulvum und Penicillium expansum isoliert.

## Vorkommen
Patulin wird von Schimmelpilzen der Gattungen Penicillium, Aspergillus, Byssochlamys und Paecilomyces gebildet. Vor allem in angefaultem Kernobst wird Patulin produziert, hier von Penicillium expansum. In Äpfeln oder Birnen können bis zu zwei Gramm Toxin pro Kilogramm Faulstelle gefunden werden. Bei Äpfeln diffundiert Patulin praktisch nicht in das gesunde Gewebe, sodass bei großzügigem Entfernen der angefaulten Stellen das Obst noch verarbeitet bzw. verzehrt werden kann. Bei einer Kernhausfäule kann Patulin in äußerlich intakten Äpfeln vorhanden sein und so z. B. unbemerkt in Süßmost geraten. Bei anderen Obstarten kann auch der gesunde Teil patulinhaltig werden.
Bei Verarbeitung des Obstes zu Säften ist darauf zu achten, dass keine Früchte verwendet werden, die faule Stellen aufweisen. Das Pasteurisieren der Fruchtsäfte ist in der Regel wirkungslos, da Patulin gegenüber kurz einwirkender Hitze relativ beständig ist. Die Fruchtsäfte können aber z. B. durch Vergärung oder in begrenztem Maß durch Verschwefelung entgiftet werden.

## Eigenschaften und biologische Wirkung
Patulin ist ein weißes, kristallines Pulver. Im Organismus wirkt es hämorrhagisch. Als Zellgift greift es in die Atmungskette ein. In höheren Dosen eingenommen, kann das Schimmelpilzgift Übelkeit verursachen sowie zu Magenschleimhautentzündung und Schädigung der Leber führen. Im Tierversuch wirkt es bei der Ratte subkutan appliziert krebserregend (Sarkome). Bei oraler Gabe konnte keine karzinogene Wirkung festgestellt werden.
Patulin ist ein wirksames Antibiotikum, das aber wegen seiner Giftigkeit nicht therapeutisch eingesetzt werden kann.
Gemäß Risikobewertung der WHO sollte unter toxikologischen Gesichtspunkten die pro Tag aufgenommene Menge (PMTDI: provisional maximum tolerable daily intake) an Patulin 0,4 µg/kg Körpergewicht nicht überschreiten.

## Lebensmittelrechtliche Regelung
In der EU werden die Höchstmengen an Mykotoxinen wie Patulin in Lebensmitteln durch die Verordnung (EG) Nr. 1881/2006 geregelt. Die jeweiligen Höchstgrenzen hängen dabei vom Erzeugnis ab und orientieren sich auch daran, was durch gute Herstellungspraxis oder gute landwirtschaftliche Praxis erreichbar ist. Für Patulin gibt es verschiedene (auch von der Verarbeitung abhängige) Grenzwerte für Beikost und Apfelsaft für Säuglinge und Kleinkinder (10 μg·kg−1), Fruchtsäfte (50 μg·kg−1), feste Apfelerzeugnisse, wie Apfelkompott (25 μg·kg−1), und aus Äpfeln gewonnene alkoholische Getränke und Spirituosen (50 μg·kg−1).

## Biosynthese
Die Fähigkeit zur Biosynthese von Patulin haben die Aspergillus-Arten A. clavatus, A. giganteus und A. longivesica, die Penicillium-Arten P. carneum, P. clavigerum, P. concentricum, P. coprobium, P. dipodomyicola, P. expansum, P. glandicola, P. gladioli, P. griseofulvum, P. marinum, P. paneum, P. sclerotigenum und P. vulpinum. Von den Gattungen Paecilomyces und Byssochlamys produzieren nur Byssochlamys nivea und einige Stämme von Paecilomyces saturatus Patulin.
Die Biosynthese erfolgt über etwa 10 Stufen. Es sind 15 Gene an der Biosynthese beteiligt. Ausgangspunkt ist die Bildung von 6-MSA (6-Methylsalicylsäure) aus Acetyl-Coenzym A und drei Malonyl-CoA-Einheiten durch 6-MSAS (6-Methylsalicylsäure-Synthetase). 6-MSAS ist ein multifunktionales Enzym, welches die Funktionen Acetyltransferase, Malonyl-Transferase und Ketoacyl-Synthetase ausübt. Durch das Enzym 6-MSA-Decarboxylase entsteht m-Kresol. Unter Interaktion mit CYP619C2 entstehen verschiedene Zwischenprodukte wie Toluquinol, m-Hydroxybenzylalkohol, Gentisylalkohol und Gentisylaldehyd. Der weitere Syntheseweg führt über Phyllostin, Neopatulin und Ascladiol.